# Olearia excorticata
Olearia excorticata là một loài thực vật có hoa trong họ Cúc. Loài này được Buchanan mô tả khoa học đầu tiên năm 1874.